# 葉培城
葉培城 （Dandy Yeh，1960年12月14日—）是技嘉科技、寶嘉聯合（寶獅汽車台灣總代理）的創辦人兼董事長，生於台灣苗栗縣竹南鎮，畢業於明新工專電子科。
1986年，葉培城在新北市新店區創辦技嘉科技，以主機板的生產起家。技嘉歷經三十餘年的成長，目前已是台灣第二大的主機板廠商。
技嘉廠房曾遭回祿之災付之一炬，這場火災讓葉培城損失新台幣七、八千萬元。中華民國八十七年（1998年）股票初上市時，股價甚至一度超越當時的股王華碩。
2021年5月17日，因“MIT”事件影响，叶培城辞去筆電子公司盈嘉科技董事长职务。
2024年獲明新科大頒授名譽博士學位。

## 外部連結
- 遠見雜誌2000年10月號：從吃苦當中學習成功
- 中關村在線》叶培城：一步一个脚印成就今天的技嘉
- 中關村在線》技嘉叶培城：山寨只是过渡做品牌要踏实 （页面存档备份，存于）

1. ↑  廖雪茹. . 自由財經. 2024-10-26.